# الاحتجاجات البولندية 1970

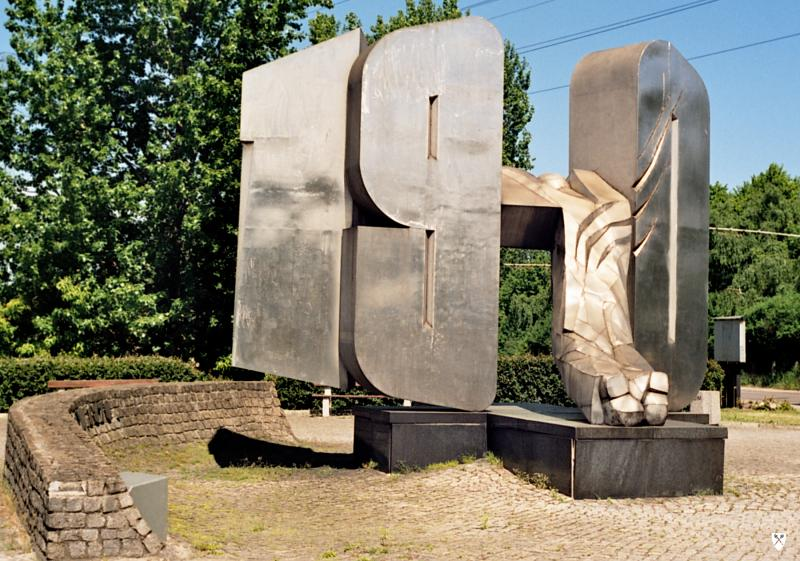
نصب تذكاري لأحداث ضحايا إضرابات 1970، غدينيا

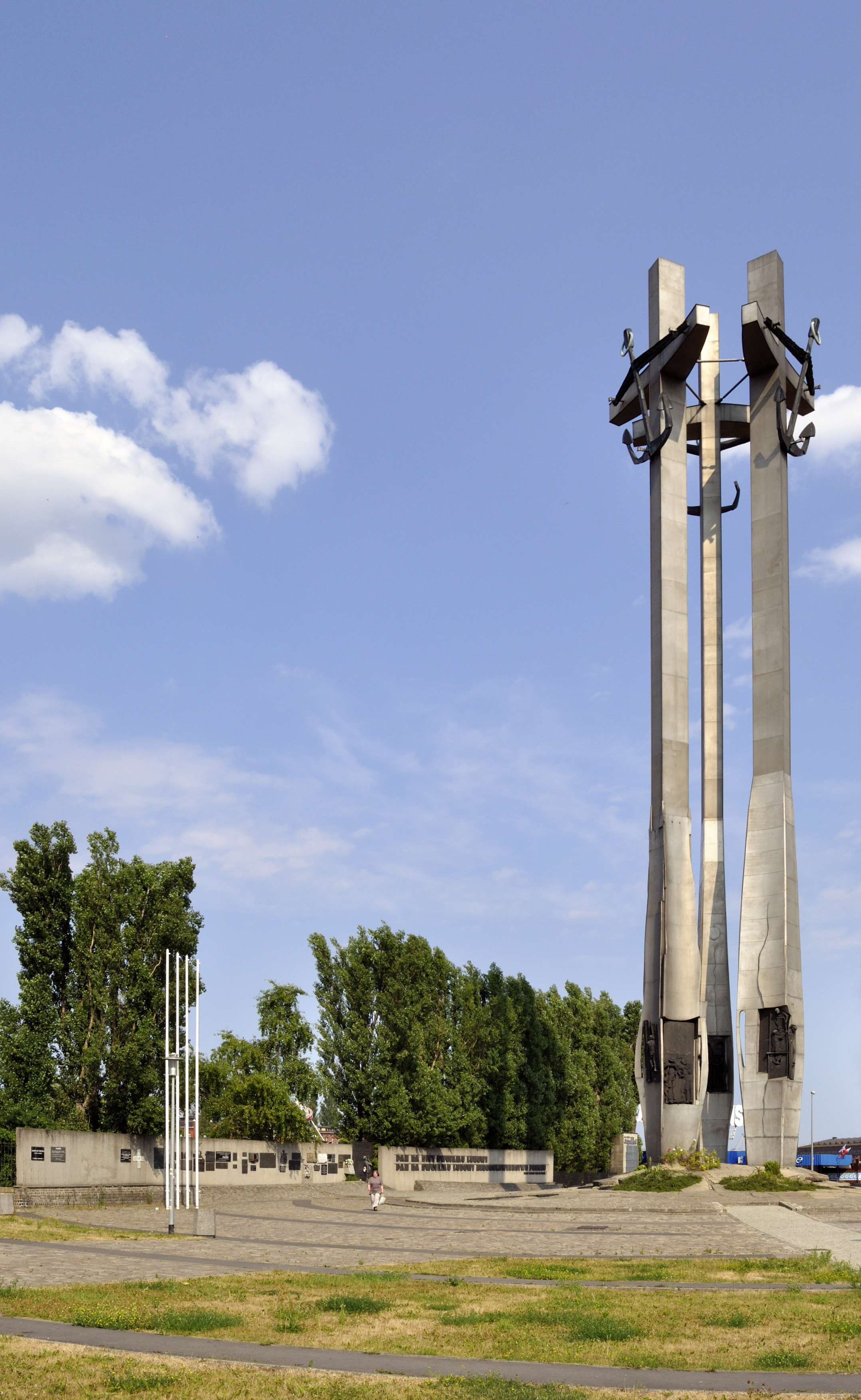
النصب التذكاري لعمال بناء السفن الذين قتلوا في 1970،غدانسك

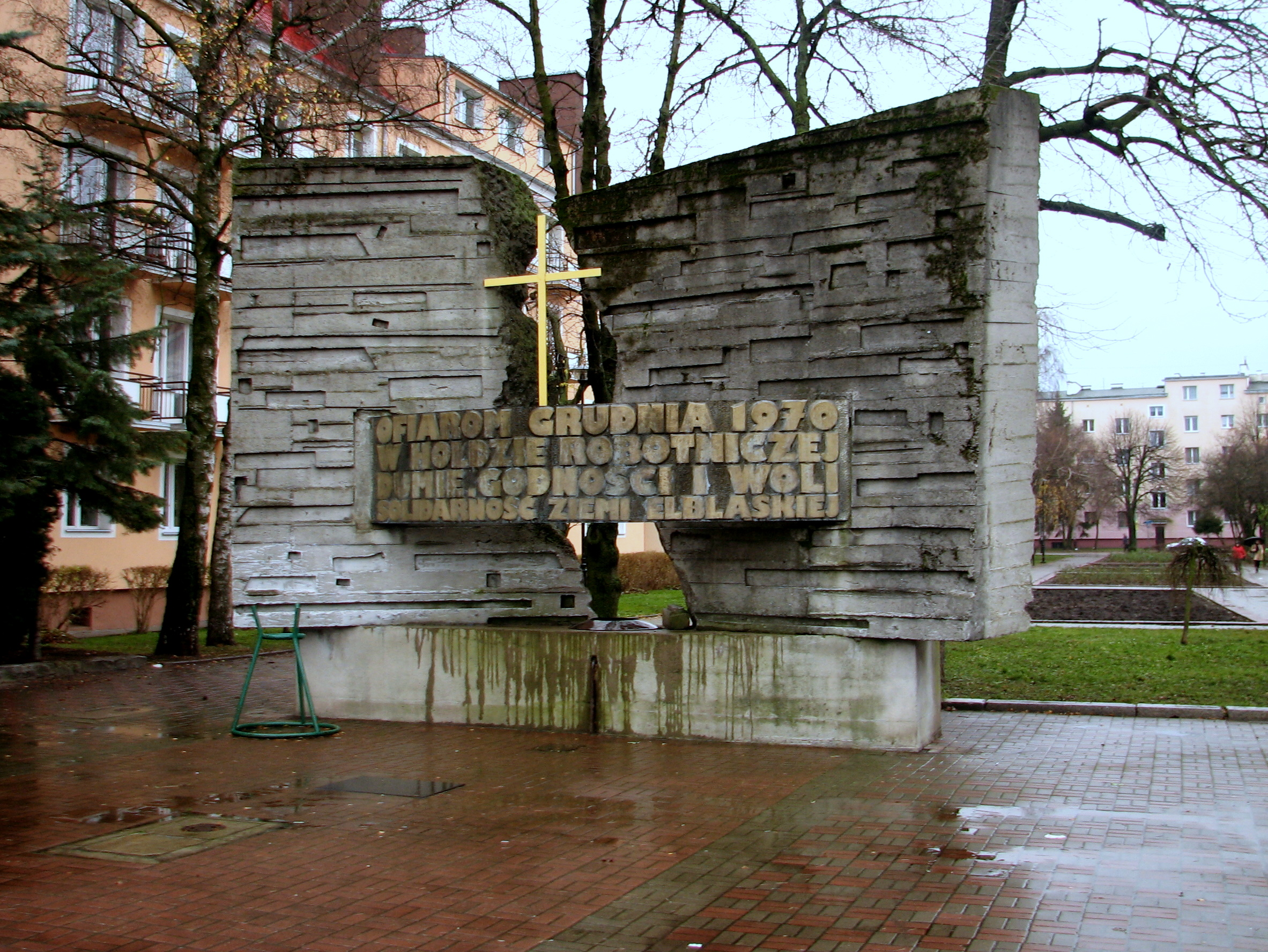
النصب التذكاري لضحايا المجازر خلال الاحتجاجات البولندية في 1970، البلنغ

وقعت الإضرابات البولندية 1970 (بالبولندية: Grudzień 1970)، "أحداث ديسمبر 1970" في شمال بولندا في ديسمبر 1970. اندلعت الاحتجاجات بسبب الزيادة المفاجئة في أسعار المواد الغذائية وغيرها من مستلزمات الحياة اليومية. أسفرت هذه الإضرابات التي أخمدها جيش بولندا الشعبي والشرطة الشعبية، عن مقتل 42 شخص على الأقل وإصابة أكثر من 1,000 جريح.

## خلفية تاريخية
في ديسمبر 1970، أعلنت الحكومة فجأة عن زيادات كبيرة في أسعار المواد الغذائية الأساسية، خاصة منتجات الألبان عقب موسم الحصاد السيئ طوال تلك السنة. ثبت أن ارتفاع الأسعار كان بمثابة صدمة كبيرة للمواطنين العاديين، خاصة في المدن الكبرى.

## أحداث الاحتجاجات
اندلعت مظاهرات مناهضة لارتفاع الأسعار في مدن بحر البلطيق الشمالية، غدانسك، غدينيا، البلنغ وشتشين. كان النظام خائفاً من موجة التخريب التي بدأت وربما كانت بإيحاء من الشرطة السرية، التي أرادت إضفاء الشرعية على الرد القاسي على المحتجين.
في غدينيا، كان لدى الجنود أوامر بمنع العمال من العودة إلى العمل، وفي 17 ديسمبر أطلقوا النار على حشد العمال الخارجين من قطاراتهم؛ حيث قتل أو جرح المئات منهم. ثم امتدت حركة الاحتجاجات إلى مدن أخرى، مما أدى إلى إضرابات واعتصامات. حشدت الحكومة 5,000 فرد من فرق الشرطة الخاصة و27,000 جندي مجهزين بالدبابات الثقيلة والرشاشات. أصيب أكثر من 1,000 شخص وقُتل ما لا يقل عن 40 شخص (الأرقام الأخرى التي وردت كثيراً ما بين 39 و44) واعتُقل 3,000، حسب الروايات الرسمية. أُبلغت الحكومة عن مقتل ستة أشخاص فقط في ذلك الوقت. دفن جميع الذين لقوا حتفهم بين عشية وضحاها، مع وجود أقرب الأقارب فقط، من أجل تجنب انتشار أعمال الشغب.

## التسوية
اجتمعت قيادة الحزب في وارسو وقررت أن التمرد الشامل للطبقة العاملة أمر لا مفر منه ما لم تُتّخذ خطوات جذرية. وبموافقة ليونيد بريجنيف في موسكو، أُجبرّ غوموكا وكليشكو وغيرهم من القادة على الاستقالة: فلو كانت زيادة الأسعار مؤامرة ضد غوموكا، فقد نجحت إذن. ونظراً لأن موسكو لم تقبل بميتشسواف موتشار، فقد نُصبّ إدوارد غيريك كزعيم جديد. وقد تراجعت الحكومة عن رفع الأسعار وأعلنت عن زيادات في الأجور ووعدت بتغييرات اقتصادية وسياسية شاملة. كما ذهب غيريك إلى غدانسك والتقى بالعمال واعتذر لهم عن أخطاء الماضي ووعد بتجديد سياسي وقال إنه بصفته عاملاً ذات نفسه، فإنه سيخدم الشعب الآن.

## تأثير الاحتجاجات
على الرغم من واقع أهداف المحتجين كانت في معظمها اجتماعية واقتصادية أكثر من كونها سياسية، فإن أعمال الشغب المقموعة أعادت تنشيط الحياة السياسية الساكنة في المجتمع البولندي. ومع ذلك، فإن عمال المناطق الساحلية لم يمنعوا الحكومة في النهاية من تنفيذ قرارتها بشأن رفع أسعار المواد الغذائية. وقد تحقق ذلك بعد بضعة أسابيع، من إضرابات وودج 1971.

## وصلات خارجية
- Poland: The uprising of December 1970 (photos)[وصلة مكسورة]